# Speziallandungskräfte (Kaiserlich Japanische Marine)
Die Speziallandungskräfte der Kaiserlich Japanischen Marine (japanisch 海軍特別陸戦隊 Kaigun Tokubetsu Riku Sentai, englisch Special Naval Landing Forces (SNLF)) war die Marineinfanterie der Bodenstreitkräfte der Kaiserlich Japanischen Marine. Sie kam im Zweiten Japanisch-Chinesischen Krieg 1937–1945 und im Pazifikkrieg 1941–1945 zum Einsatz.
Die Speziallandungskräfte der Marine sind zu unterscheiden von den Amphibischen Brigaden des Kaiserlich Japanischen Heeres.

## Geschichte
Seit der späten Meiji-Ära hatte die japanische Marine spezielle Streitkräfte für Landungsunternehmen (陸戦隊 (Riku Sentai)), die aus Schiffsbesatzungen bestand, die eine besondere Infanterieausbildung bekommen hatten und bei Spezial- oder temporären Einsätzen zur Verwendung kamen. Im Boxeraufstand und im Russisch-Japanischen Krieg wurden sie bei Landungsoperationen eingesetzt. Darüber hinaus konnten Einheiten der Kaiheidan genannten Truppen der Marinestützpunkte eine Marinelandungstruppe bilden. Kaiheidan (海兵団, Marinekorps) waren Einheiten der kaiserlichen japanischen Marine, die hauptsächlich für die Ausbildung von Mannschaften und Unteroffizieren verantwortlich waren. Insbesondere schulten sie die neuen Rekruten, nachdem sie von den örtlichen Rekrutierungszentren in ganz Japan rekrutiert worden waren. Jeder der vier Marinebezirke (Yokosuka, Kure, Sasebo und Maizuru) hatte seinen eigenen Kaiheidan. Darüber hinaus fungierten sie auch als Basisverteidigungsstreitkräfte.

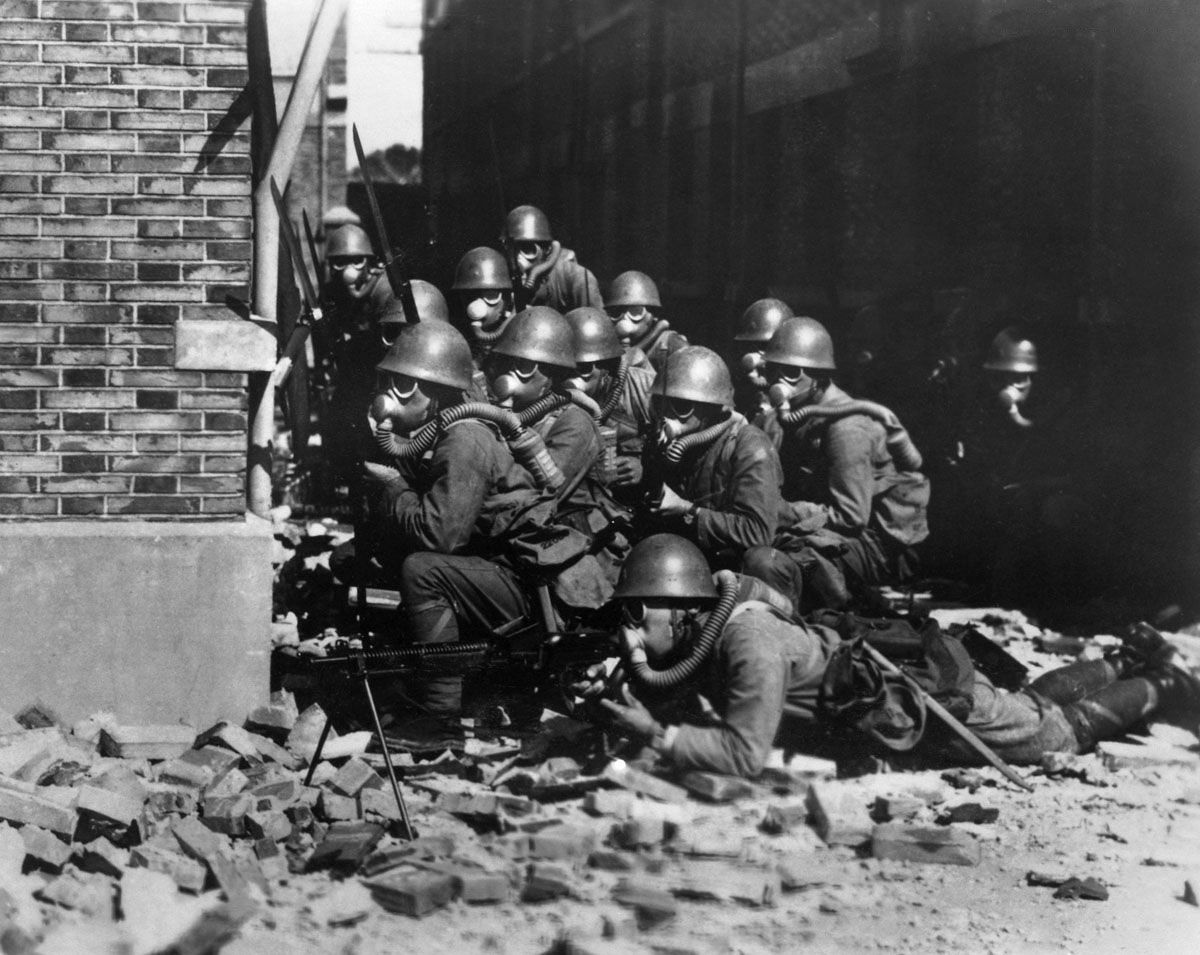
Marinelandekräfte mit einem Type 11 MG während der Schlacht um Shanghai (1937)

Diese Truppen in den Marinebezirken Kure und Maizuru wurden nach dem Washingtoner Flottenabkommen von 1922 deaktiviert und 1939 wieder reaktiviert, während die Truppen in Sasebo und Yokosuka weiterhin bestanden und Teile von ihnen 1927 unter dem Namen Shanghai Marinelandungstruppe zusammengefasst und in der Schlacht um Shanghai im Jahre 1932 eingesetzt wurden. Danach, im Oktober 1932, wurde die Shanghai-Marinelandungstruppe offiziell aufgestellt und war damit die erste Einheit der Speziallandungskräfte. 1936 wurden auch die Einheiten der Marinebasen offiziell gegründet und in der zweiten Schlacht um Shanghai im Jahre 1937 und vielen anderen Schlachten und Aktionen im Zweiten Japanisch-Chinesischen Krieg eingesetzt.

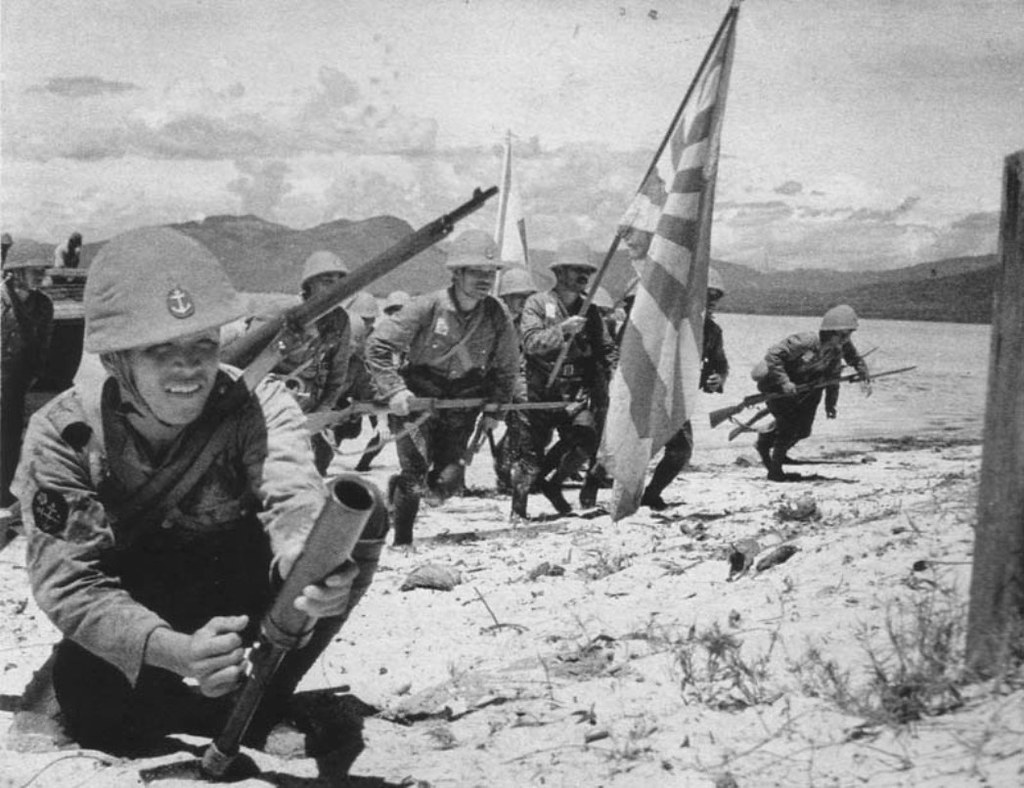
Japanische Truppen während einer Landungsübung in der Cam Ranh Bay 1942.

1941 wurden die Einheiten 1. und 3. der Speziallandungskräfte in Yokosuka in Fallschirmjägereinheiten umgewandelt. Die Fallschirmjäger wurden erfolgreich beim Angriff auf Celebes und der Schlacht von Manado eingesetzt. Außer Fallschirmjägern waren auch Eliteeinheiten für Aufklärung und überfallartige Operationen in Planung.
Wie alle Landungstruppen erlitten sie häufig schwere Verluste, wenn sie auf entschlossenen Widerstand trafen, wie beispielsweise bei der Schlacht um die Milne-Bucht. Dies war auf ihre offenbar doch unzureichende Ausbildung und ihre mangelnde Bereitschaft zur Kapitulation zurückzuführen. Wenn ihnen die Munition ausging, griffen sie manchmal auf Nahkämpfe mit Schwertern und Bajonetten zurück. Nachdem es nicht gelungen war, die Milne-Bucht zu erobern, wurden die Speziallandungskräfte nur noch für die Basisverteidigung eingesetzt, bis der Schutz von Marineeinrichtungen an die Bodentruppen der Marine übertragen wurde.
Die Speziallandungskräfte können für sich in Anspruch nehmen, die einzigen Truppen einer fremden Macht gewesen zu sein, denen es seit dem Britisch-Amerikanischen Krieg 1812 gelungen war, auf amerikanischem Boden Fuß zu fassen. Am 6. Juni 1942 landeten Truppen von der 5. Maizuru-Speziallandungseinheit ohne auf Widerstand zu stoßen auf der Aleuteninsel Kiska während der Schlacht um die Aleuten. Nach einem Jahr der Besatzung und Verstärkung durch Tausende von Soldaten der Kaiserlich Japanischen Heeres wurden sie zwei Wochen vor der Landung der alliierten Streitkräfte vollständig evakuiert. Ein japanischer Verband bestehend aus 3 Kreuzern, 12 Zerstörern, 1 Fregatte und 1 Tanker lief von den Kurilen aus und evakuierte am 28. Juli 1943 die gesamte Besatzung Kiskas von 5.183 Mann vom Gegner unbemerkt von der Insel. Es war die japanische Operation KE GO.

## Einheiten

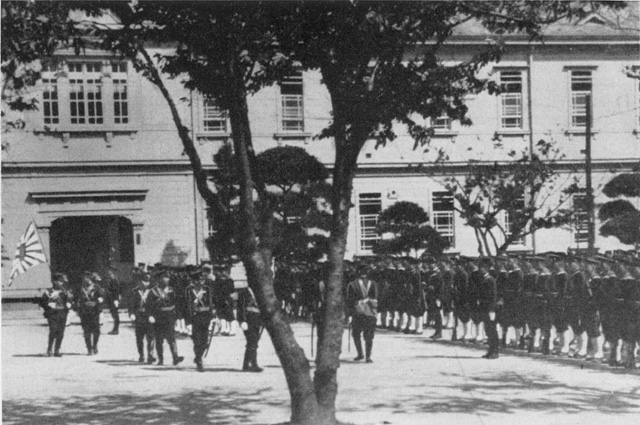
Appell der 6. Kure-Speziallandungseinheit vor ihrer Kaserne im Juni 1942.

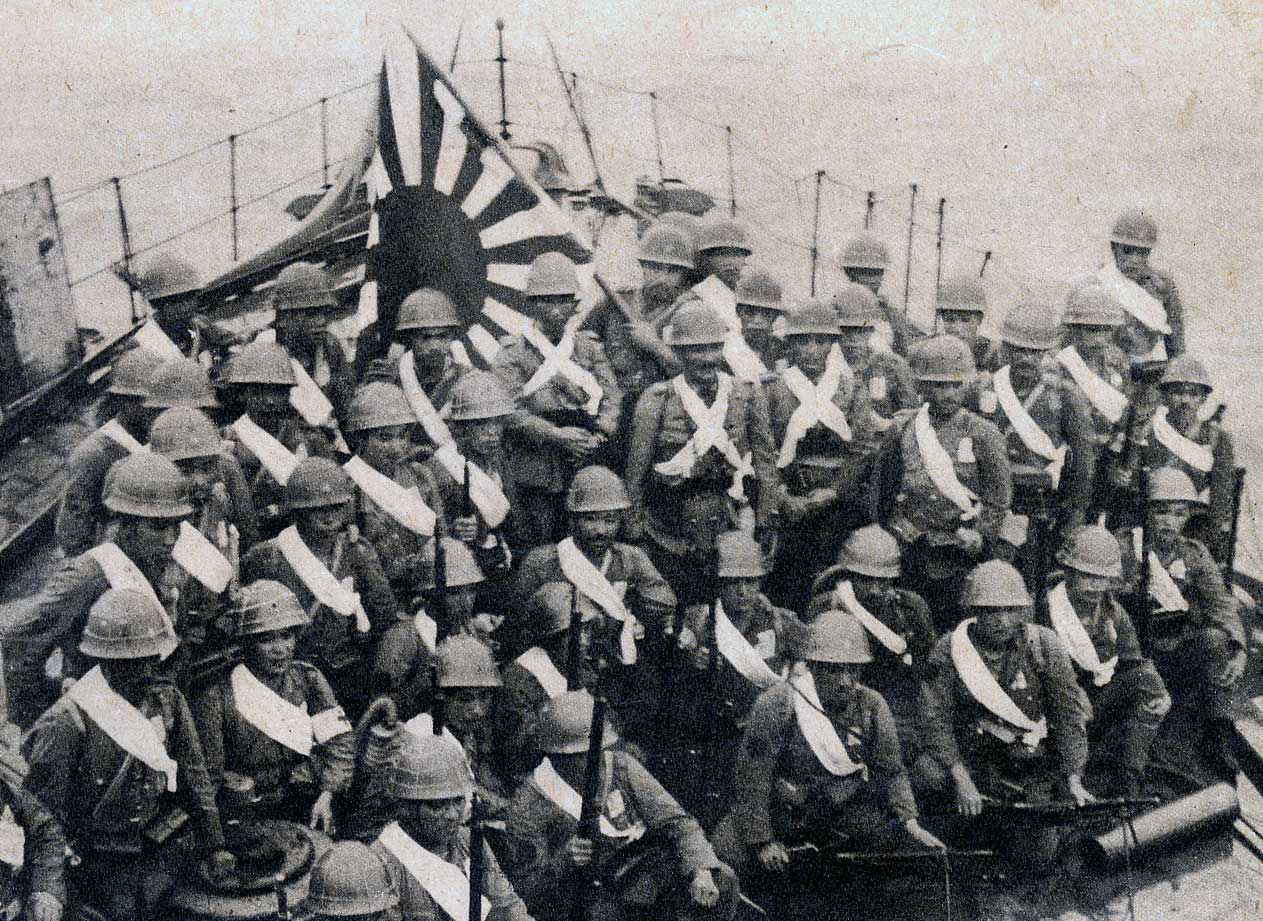
Landungsgeschwader wartet an Bord auf Befehle zur Eroberung von Anqing, 11. Juni 1938

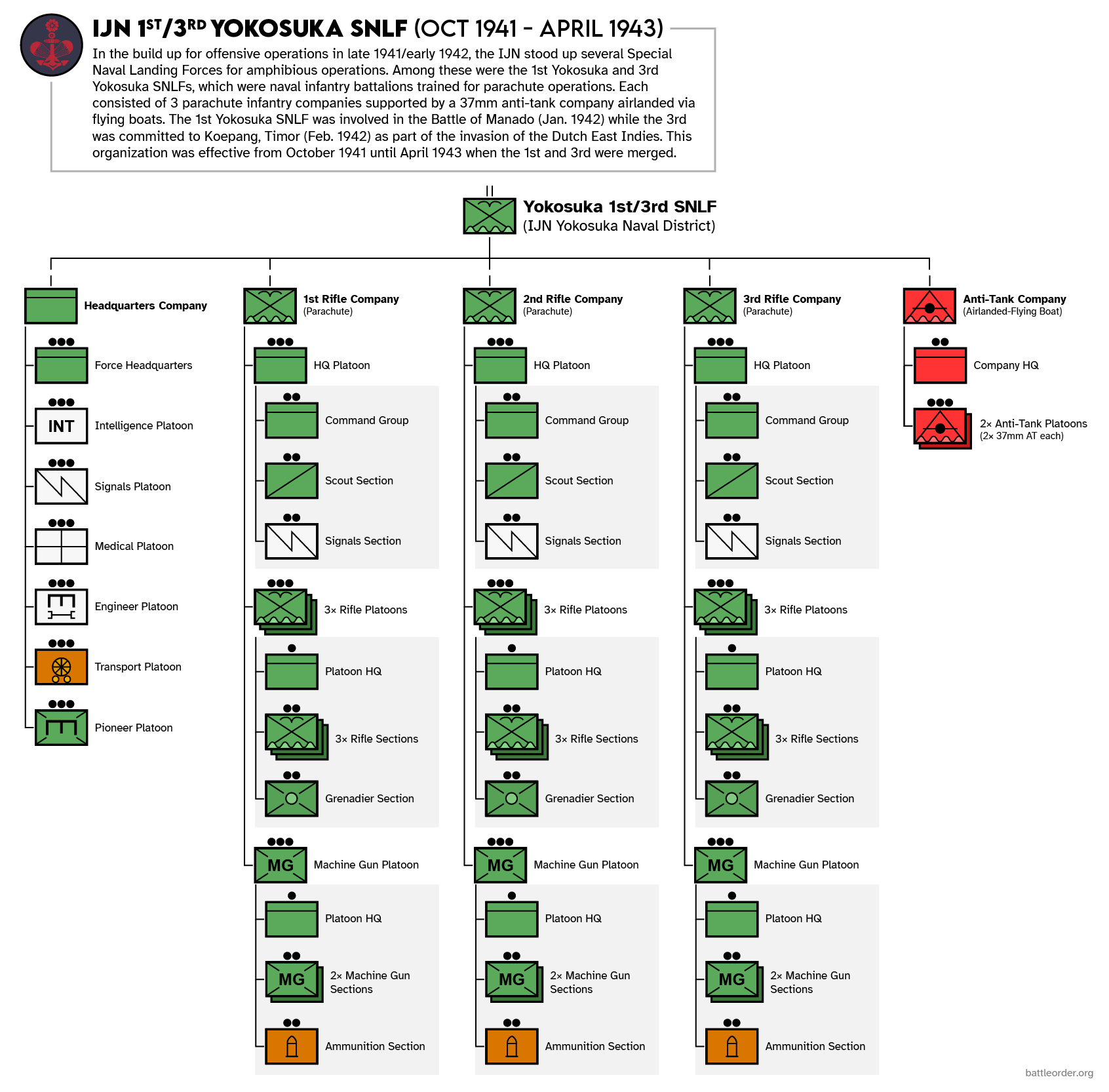
Organigramm der 1. und 3. Yokosuka-Speziallandungseinheit von 1941 bis 1943.

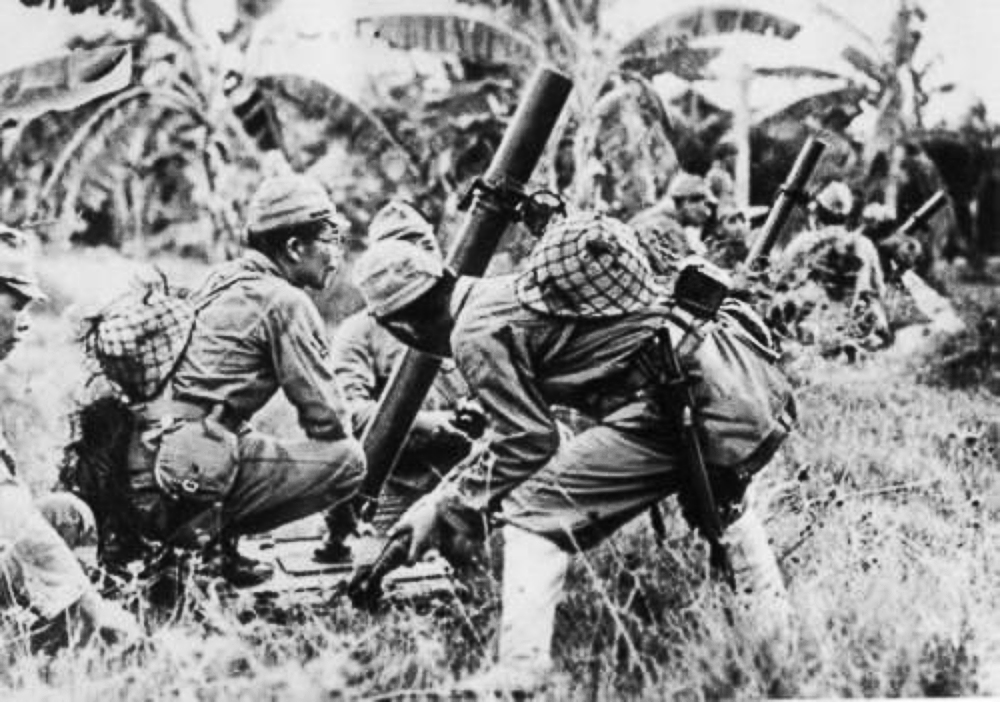
Spezial-Landetruppen mit einem 81-mm-Infanterie-Mörser Typ 97

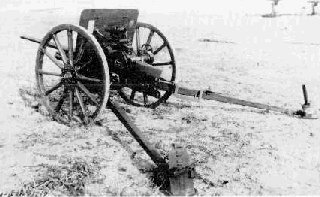
Typ 1 37-mm-Pak

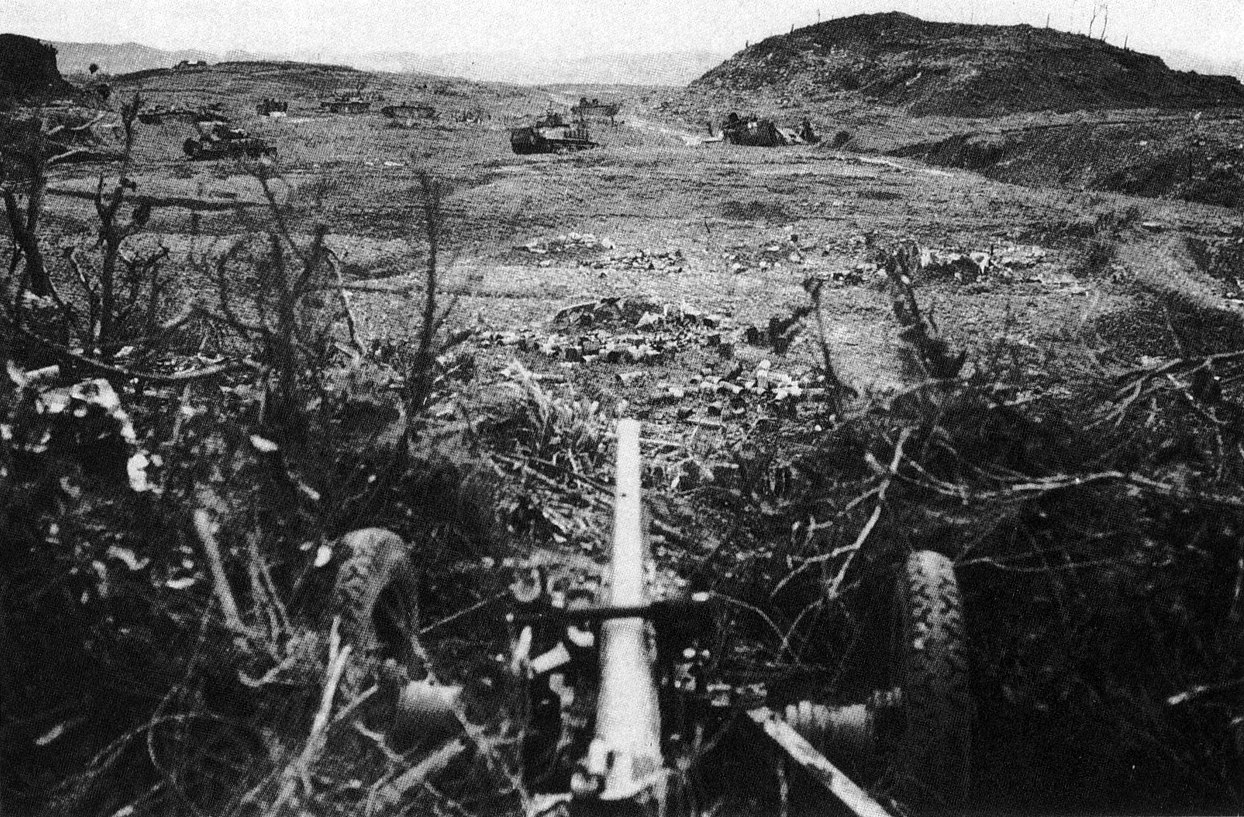
47-mm-Panzerabwehrkanone Typ 1 auf Okinawa

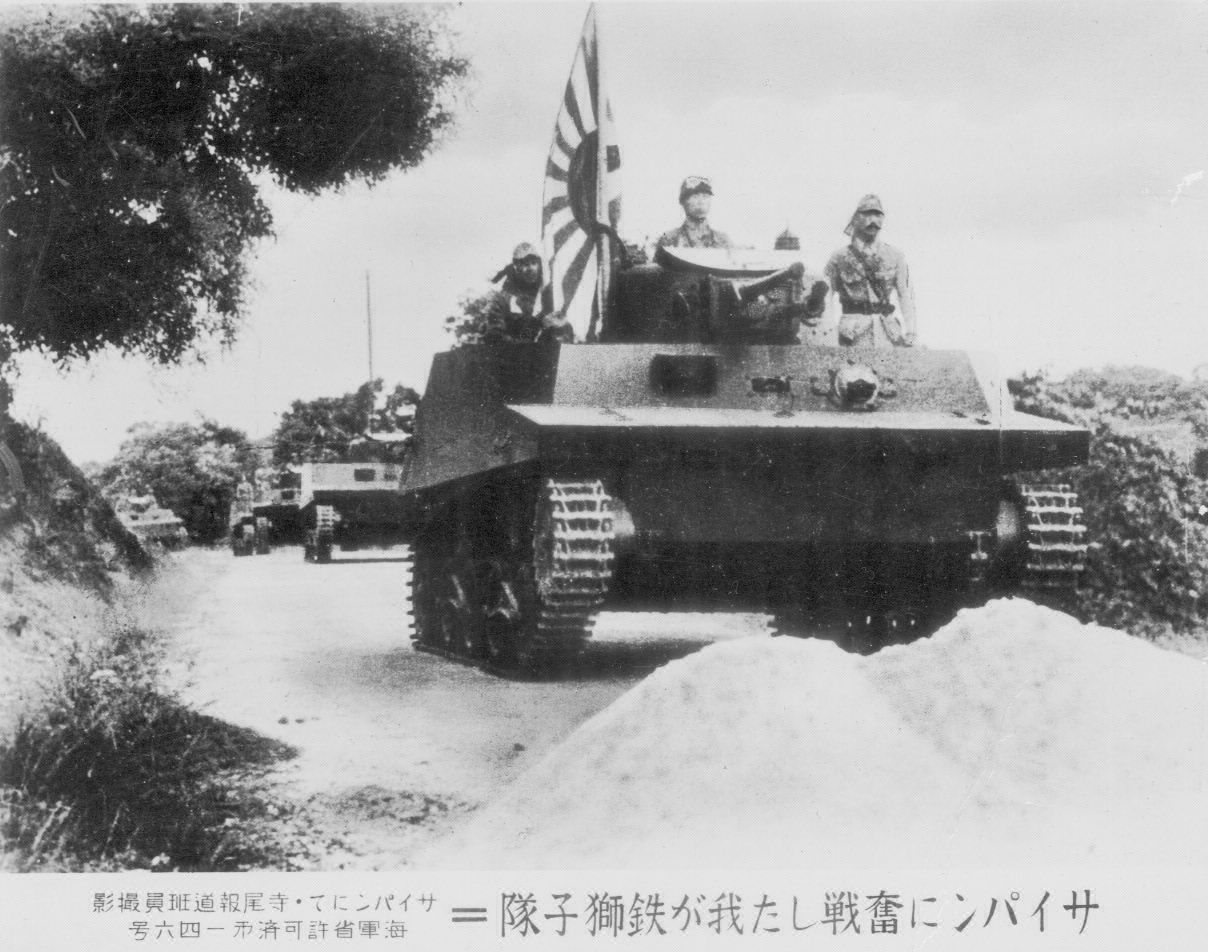
Typ-2-Amphibienpanzer Ka-Mi auf Saipan

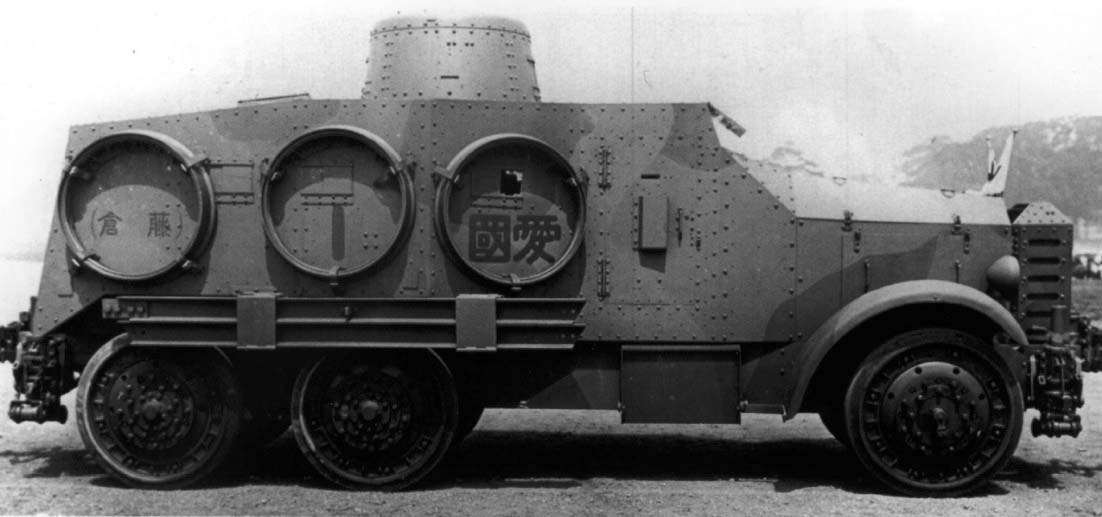
Sumida Typ-91-Panzerwagen

### Infanterieeinheiten
- Marinedistrikt Kure
  - 1. Kure-Speziallandungseinheit – Im Hainan-Marinedistrikt, als Teil der 3. Chinesischen Flotte
  - 2. Kure-Speziallandungseinheit
  - 3. Kure-Speziallandungseinheit
  - 5. Kure-Speziallandungseinheit
  - 6. Kure-Speziallandungseinheit
  - 7. Kure-Speziallandungseinheit
- Marinedistrikt Maizuru
  - 1. Maizuru-Speziallandungseinheit
  - 2. Maizuru-Speziallandungseinheit
  - 3. Maizuru-Speziallandungseinheit – Mai–1. Juli 1942[8]
  - 4. Maizuru-Speziallandungseinheit
  - 5. Maizuru-Speziallandungseinheit
- Marinedistrikt Sasebo
  - 1. Sasebo-Speziallandungseinheit
  - 2. Sasebo-Speziallandungseinheit – Teil der 3. Flotte
  - 5. Sasebo-Speziallandungseinheit
  - 6. Sasebo-Speziallandungseinheit
  - 7. Sasebo-Speziallandungseinheit
  - 8. Sasebo-Speziallandungseinheit
  - Sasebo kombiniertes Speziallandungseinheit aus der 1. und 2. Sasebo-Speziallandungseinheit
- Marinedistrikt Yokosuka
  - 1. Yokosuka-Speziallandungseinheit (ursprünglich eine Fallschirmjägereinheit)
  - 2. Yokosuka-Speziallandungseinheit (ursprünglich eine Fallschirmjägereinheit)
  - 3. Yokosuka-Speziallandungseinheit (ursprünglich eine Fallschirmjägereinheit)
  - 4. Yokosuka-Speziallandungseinheit
  - 5. Yokosuka-Speziallandungseinheit
  - 6. Yokosuka-Speziallandungseinheit
  - 7. Yokosuka-Speziallandungseinheit

### Schutztruppen für zivile Häfen
- Shanghai-Speziallandungseinheit (~2000 Mann): Schutztruppe mit Basis im Hafen von Shanghai.
- Hankou-Speziallandungseinheit: Abkommandierter Teil der Shanghai-Speziallandungseinheit in Hankou.

### Fallschirmjäger
- Marinedistrikt Yokosuka
  - 1. Yokosuka-Speziallandungseinheit: Wurde nach dem Ende der Operation in Celebes aufgelöst.[9]
  - 3. Yokosuka-Speziallandungseinheit: Absprung über Timor. Später in die 1. Yokosuka-Speziallandungseinheit integriert.[9]

### Einheiten mit gepanzerten Fahrzeugen
- Shanghai-Speziallandungseinheit, Panzerkompanie
- Milne-Panzergruppe von der 5. Kure-Speziallandungseinheit
- Tarawa-Panzereinheit von der 7. Sasebo-Speziallandungseinheit
- Marine-Panzereinheit – 1. Yokosuka-Speziallandungseinheit
- Gepanzerte Abteilung Itoh – inoffielle Speziallandungseinheit

### Training
- Die Kaiheidan in den Hauptbasen Kure, Maizuru, Sasebo und Yokosuka sorgten für alle neuen Rekruten der Marine für eine grundlegende Infanterieausbildung.
- Marine-Artillerieschule in Tateyama für die Ausbildung an Geschützen.
- Amphibische Schule: Ausbildung auf der Insel Nasake in der Inlandsee ab 1943. Die ersten ausgebildeten Einheiten wurden im Oktober nach Rabaul und den Marshallinseln gesandt. Spätere Einheiten wurden nach Saipan, Shimushiru und Palau gesandt.[10]

## Ausrüstung
Im Folgenden findet sich eine Liste von Waffensystemen, die bei den Japanischen Spezial-Marinelandekräften verwendet wurden:

### Geschütze
Nur relativ leichte Geschütze wurden verwendet.
- Typ 41 75-mm-Gebirgsgeschütz unter der Bezeichnung „Regimentsgeschütz“
- 70-mm-Geschütz Typ 92
- 8-cm-Geschütz Typ 3
- 12-cm-Kanone Typ 10
- 14-cm-Kanone Typ 3
- 12,7-cm-Kanone Typ 89
- 10-cm-Kanone Typ 98
- 37-mm-Infanteriegeschütz Typ 11
- 37-mm-Panzerabwehrkanone Typ 94
- 47-mm-Panzerabwehrkanone Typ 1
- 13,2-mm-Maschinengewehr Type 92 auf Doppellafette
- 25-mm-Schiffsgeschütz für Landeinsatz

### Fahrzeuge
Die eingesetzten Fahrzeuge waren weitestgehend die gleichen, die auch vom Kaiserlich Japanischen Heer eingesetzt wurden.

#### Panzer und gepanzerte Fahrzeuge
Quelle:
- Typ 89 I-Gō, mittlerer Panzer
- Typ 95 Ha-Gō, leichter Panzer
- Typ 2 Ka-Mi, leichter Amphibienpanzer
- Typ Ka, Tankette
- Typ 94 TK, Tankette
- Typ 97 Te-Ke
- Typ Be, Panzerwagen
- Typ Sumida, Panzerwagen
- Typ 93, Panzerwagen

#### Amphibische und Land-LKW
- Kurogane Type 95
- Toyota Amphibien-LKW „Su-Ki“

### Infanteriewaffen
- 6,5-mm-schweres-Maschinengewehr Typ 3
- 7,7-mm-schweres-Maschinengewehr Type 92
- Typ-92-Bord-Maschinengewehr (Vickers-Typ)
- 13,2-mm-schweres-Maschinengewehr Typ 93
- Typ 11 Leichtes Maschinengewehr
- 6,5-mm-Gewehr Typ 38 (Arisaka)
- 7,7-mm-Gewehr Typ 99 (kurz)
- 6,5-mm-Gewehr Typ I (Mannlicher-Carcano Modell 1891)
- 6,5-mm-Pistole Typ 14
- Hamada 6,5-mm-Pistole,
- Sugiura 7,62-mm-Pistole
- 9-mm-Maschinenpistole Beretta Modell 18/30
- 5-cm-Granantwerfer Typ 89
- Typ 97 Handgranate
- Handgranate Typ 99
- 8-cm-Granatwerfer Typ 97
- 8-cm-Granatwerfer Typ 3
- Gewehrgranatwerfer Typ 91
- Gewehrgranatwerfer Typ 3
- Flammenwerfer Typ 93
- Landmine Typ 93
- Panzerabwehr-Magnetmine Typ 99
- 21-cm-Raketenwerfer
- 45-cm-Raketenwerfer
- Schwerter